# US Open 1974
Die 94. US Open 1974 waren ein Tennis-Rasenplatzturnier der Klasse Grand Slam, das von der ITF veranstaltet wurde. Es fand vom 28. August bis 8. September 1974 in Forest Hills, New York, Vereinigte Staaten statt.
Titelverteidiger im Einzel waren John Newcombe bei den Herren sowie Margaret Court bei den Damen. Im Herrendoppel waren Owen Davidson und John Newcombe, im Damendoppel Margaret Court und Virginia Wade und im Mixed Billie Jean King und Owen Davidson  die Titelverteidiger.

## Herreneinzel

### Setzliste
| Nr. | Spieler       | Erreichte Runde |
| --- | ------------- | --------------- |
| 01. | Jimmy Connors | Sieg            |
| 02. | John Newcombe | Halbfinale      |
| 03. | Stan Smith    | Viertelfinale   |
| 04. | Björn Borg    | 2. Runde        |
| 05. | Ken Rosewall  | Finale          |
| 06. | Tom Okker     | Achtelfinale    |
| 07. | Ilie Năstase  | 3. Runde        |
| 08. | Arthur Ashe   | Viertelfinale   |

| Nr. | Spieler             | Erreichte Runde |
| --- | ------------------- | --------------- |
| 09. | Guillermo Vilas     | Achtelfinale    |
| 10. | Manuel Orantes      | 2. Runde        |
| 11. | Marty Riessen       | Achtelfinale    |
| 12. | Jan Kodeš           | Achtelfinale    |
| 13. | Alexander Metreweli | Viertelfinale   |
| 14. | Dick Stockton       | 3. Runde        |
| 15. | Tom Gorman          | 2. Runde        |
| 16. | Raúl Ramírez        | Achtelfinale    |

## Dameneinzel

### Setzliste
| Nr. | Spielerin        | Erreichte Runde |
| --- | ---------------- | --------------- |
| 01. | Billie Jean King | Sieg            |
| 02. | Chris Evert      | Halbfinale      |
| 03. |                  |                 |
| 04. | Kerry Melville   | Viertelfinale   |
| 05. | Evonne Goolagong | Finale          |
| 06. | Rosemary Casals  | Viertelfinale   |

## Herrendoppel

### Setzliste
| Nr. | Paarung                          | Erreichte Runde |
| --- | -------------------------------- | --------------- |
| 01. | John Newcombe Tony Roche         | Halbfinale      |
| 02. | Bob Lutz Stan Smith              | Sieg            |
| 03. | Arthur Ashe Roscoe Tanner        | 1. Runde        |
| 04. | Charlie Pasarell Erik van Dillen | 1. Runde        |

| Nr. | Paarung                              | Erreichte Runde |
| --- | ------------------------------------ | --------------- |
| 05. | Owen Davidson Ken Rosewall           | 2. Runde        |
| 06. | John Alexander Marty Riessen         | Viertelfinale   |
| 07. | Brian Gottfried Raúl Ramírez         | Viertelfinale   |
| 08. | Patricio Cornejo Seckel Jaime Fillol | Finale          |

## Damendoppel

### Setzliste
| Nr. | Paarung                       | Erreichte Runde |
| --- | ----------------------------- | --------------- |
| 01. | Evonne Goolagong Peggy Michel | Halbfinale      |
| 02. | Rosie Casals Billie Jean King | Sieg            |
| 03. | Françoise Dürr Betty Stöve    | Finale          |
| 04. | Helen Gourlay Karen Krantzcke | Viertelfinale   |

## Mixed

### Setzliste
| Nr. | Paarung                            | Erreichte Runde |
| --- | ---------------------------------- | --------------- |
| 01. | Owen Davidson Billie Jean King     | Halbfinale      |
| 02. | Aleksandre Metreweli Virginia Wade | Achtelfinale    |
| 03. | Jimmy Connors Chris Evert          | Finale          |
| 04. | Mark Farrell Lesley Charles        | Viertelfinale   |